# همن‌لینا
هَمِن‌لینّا (فنلاندی: Hämeenlinna) یک شهر و شهرداری در فنلاند است که در تاواستیای اصلی واقع شده‌است.

## خصوصیات
شهر همن‌لینّا، ۶۸۰۰۰ نفر جمعیت دارد و در قلب استان تاریخی تاواستیا در جنوب فنلاند است و زادگاه آهنگساز محبوب، ژان سیبلیوس است و تا سال ۲۰۱۰ آن شهر محل اقامت فرماندار استان فنلاند جنوبی بود. شهرهای نزدیک به آن: هلسینکی (۹۸ کیلومتر یا ۶۱ مایل)، تامپره (۷۳ کیلومتر یا ۴۵ مایل) و لاهتی (۷۲ کیلومتر یا ۴۵ مایل) هستند.

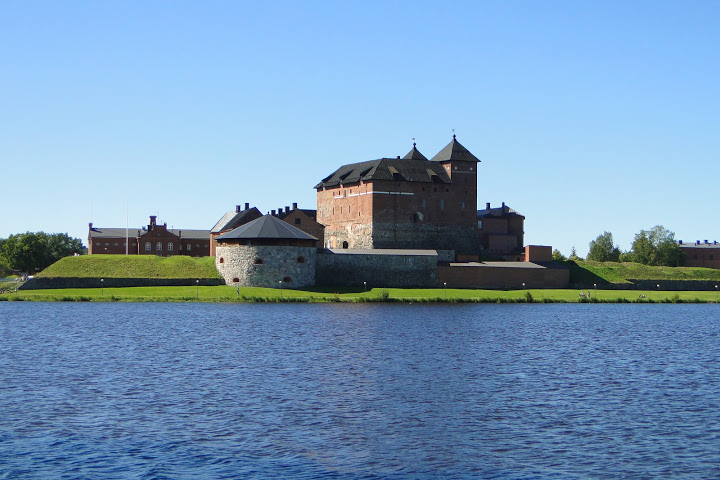
قلعه

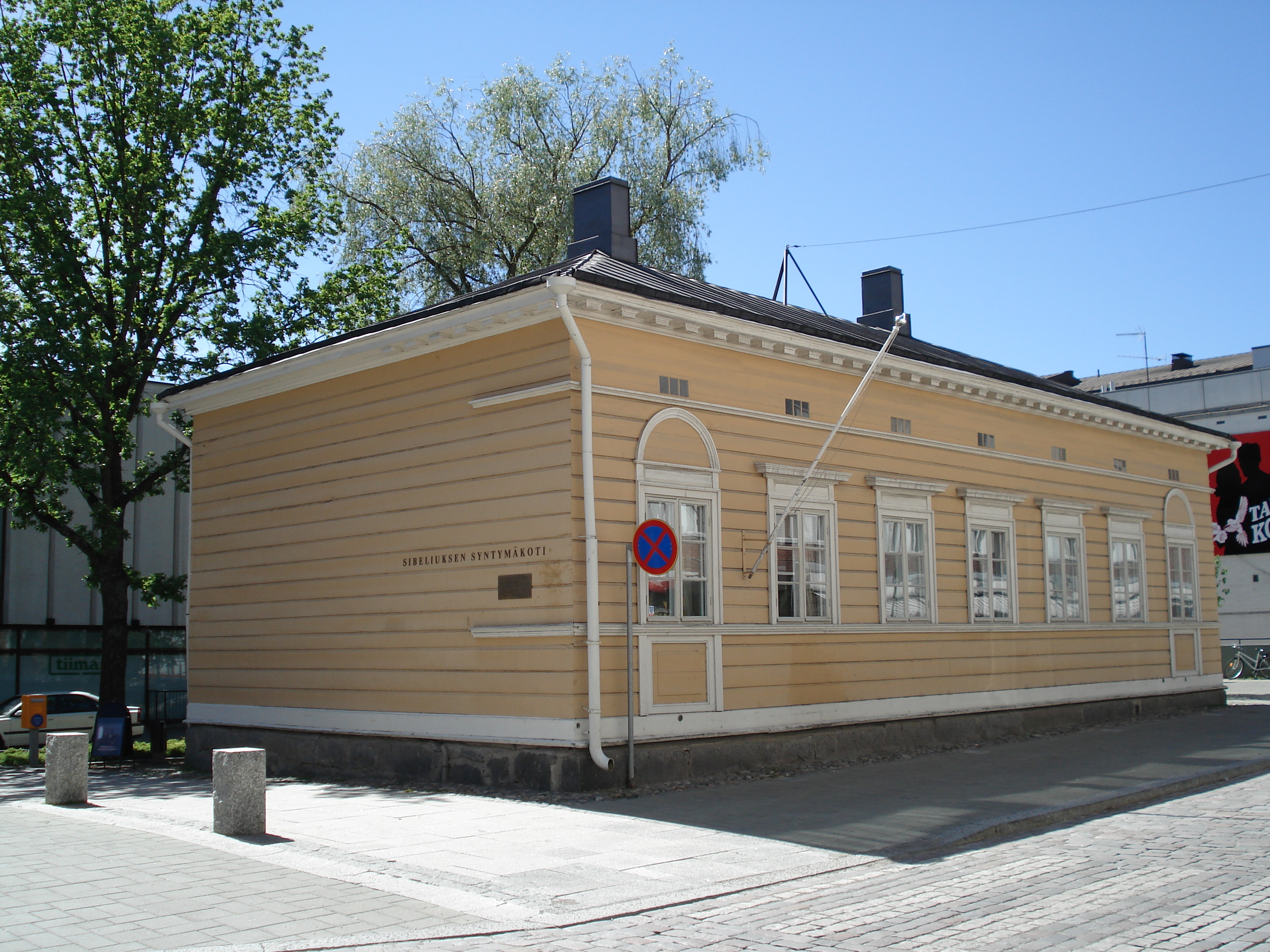
خانه ژان سیبلیوس

## خواهرخوانده
شهرهای زیر خواهرخوانده‌های همن‌لینّا هستند:
- بروم، نروژ
- اوپسالا، سوئد
- فردریکسبرگ، دانمارک
- هافنارفیورذور، ایسلند
- Qeqertarsuatsiaat، گرینلند
- تسله و وایمار، آلمان
- پوشپکلدان، مجارستان
- ترونی، لهستان
- تارتو، استونی
- تور، روسیه